# Могила живых мертвецов
«Могила живых мертвецов» (исп. La tumba de los muertos vivientes, другое название «Оазис зомби» англ. Oasis of the Zombies) — испано-французский фильм ужасов 1982 года режиссёра Хесуса Франко. Фильм был снят в двух версиях и с разными актёрами — для Испании и для Франции. Французская версия вышла в 1981 году и носит название "L'abîme des morts vivants".

## Сюжет
В ходе одного из боёв в африканских пустынях во время Второй Мировой войны группа фашистов, перевозившая золото, подвергается атаке партизан. Единственным выжившим оказывается командир отряда партизан, которого впоследствии, с целью завладеть золотом, убивает один из разузнавших о грузе солдат. В пустыни Африки на поиски золота направляется экспедиция. Здесь она сталкивается с охраняющими драгоценности зомби-нацистами.

## В ролях
- Манюэль Желен — Роберт Блаберт
- Эдуардо Фахардо — Курт Мейтцелль (в испанской версии)
- Анри Ламбер — Курт Мейтцелл
- Лина Ромай — жена Курта (в испанской версии)
- Мириам Лэндсон — жена Курта
- Антонио Маянс — шейх Мохаммед Аль-Кафир
- Альбино Грациани — профессор Деникин